# Rovinka
Rovinka (in ungherese Csölle, in tedesco Waltersdorf) è un comune della Slovacchia facente parte del distretto di Senec, nella regione di Bratislava.